# 小野稔
小野 稔（おの みのる、1961年〈昭和36年〉 - )は、日本の医師（心臓外科）・医学博士。
2024年（令和6年）現在は、東京大学医学部附属病院「心臓外科」教授、東京大学医学部附属病院「医工連携部」の部長などを務めている。

## 経歴
1961年（昭和36年）生まれ。
1987年（昭和62年）に東京大学医学部卒業。東京大学大学院（医学研究科・博士課程）修了。1998年（平成10年）10月に医学博士を取得。1999年（平成11年）8月にアメリカ合衆国のオハイオ州立大学（心臓胸部外科臨床フェロー）に海外留学。
アメリカ留学から日本に帰国し、2004年（平成16年）11月に東京大学医学部附属病院（心臓外科）講師。2009年（平成21年）11月から東京大学医学部附属病院（心臓外科）教授に就任。2013年4月から東京大学医学附属病院医工連携部部長に就任（併任）。2017年4月から東京大学臨床生命工学連携研究機構教授（兼担）に就任し、2024年4月から機構長に昇任。2023年4月から東京大学医学附属病院臓器移植医療センター・センター長（併任）に就任。

## 専門領域
- 成人の心臓病（特に、重症心不全に対する心臓移植や植込み型補助人工心臓治療）・心臓の大血管（大動脈解離などの心臓疾患）

## 専門医
- 日本外科学会専門医
- 日本外科学会指導医
- 心臓血管外科専門医
- 心臓外科修練指導者
- 循環器専門医
- 心臓移植認定医
- 植込み型補助人工心臓実施医

## 創価学会の役職
- 創価学会「ドクター部」に所属している。
- 創価学会の東京副ドクター部長
- 創価学会の副本部長